# Повноцінна обігова монета
Повноцíнна обігóва монéта (нім. Kurant, Kurantmünze), назва повноцінних монет, обов’язкових до приймання у будь-якій кількості, вартість металу яких відповідає гарантованому державою номіналу (валютні гроші на відміну від розмінних монет, паперових грошей). У 17-18 століттях виразом Preussisch Kurant позначали монети грошового обігу Пруссії – талер та їх фракції до 1/6 талера.